# Алёшинка (станция)
Алёшинка — станция Октябрьской железной дороги на главном ходу Москва — Санкт-Петербург на участке Окуловка — Бологое-Московское.

## География
Станция находится в Валдайском сельском поселении Бологовского района Тверской области России.
Расстояние до узловых станций (в километрах): Бологое-Московское — 22, Окуловка — 48.

## Деятельность
Станция открыта для грузовой работы
Параграфы
- 2. Прием и выдача повагонных отправок грузов, допускаемых к хранению на открытых площадках станций.
- Коммерческие операции, выполняемые на станции
- 1. Продажа пасс. билетов. Прием, выдача багажа
- 5. Пр/выд. повагонных отправок грузов (откр. площ.)